# Realme C30
realme C30 та realme C30s — смартфони початкового рівня, розроблені realme. Основною відмінністю між моделями є слабший процесор і присутність сканера відбитків пальців у C30s. realme C30 був представлений 20 червня 2022, а C30s ― 14 вересня того ж року. Також через два дні після анонсу realme C30 була представлена подібна модель realme narzo 50i Prime з іншим оформленням задньої панелі.

## Дизайн
Екран виконаний захищений склом. Задня панель та бокові грані виконані з пластику.
У realme narzo 50i Prime вертикальні смужки на задній панелі вужчі, ніж у C30 та блок камери розміщений на всю ширину корпусу.
Знизу знаходяться роз'єм microUSB, динамік, мікрофон та 3.5 мм аудіороз'єм. З лівого боку розташований слот під 2 SIM-картки і карту пам'яті формату microSD до 1 ТБ. З правого боку розміщені кнопки регулювання гучності та кнопка блокування смартфона, у яку в realme C30s вбудовано сканер відбитків пальців.
realme C30 продається в 3 кольорах: Озерному блакитному, Бамбуковому зеленому та джинсовому чорному.
realme narzo 50i Prime продається в темно-синьому та м'ятному зеленому кольорах.
realme C30s продається в кольорах Смугастий чорний та Смугастий блакитний.

## Технічні характеристики

### Платформа
realme C30 та narzo 50i Prime, як і realme C31, отримали процесор Unisoc T612 з графічним процесором Mali-G57.
realme C30s отримав процесор Unisoc SC9863A та графічний процесор PowerVR IMG8322.

### Батарея
Батарея отримала об'єм 5000 мА·год. Також realme narzo 50i Prime підтримує зворотну дротову зарядку.

### Камера
Смартфони отримали основну камеру 8 Мп, f/2.0 (ширококутний) з автофокусом та можливістю запису відео у роздільній здатності 1080p@30fps. Фронтальна камера отримала роздільність 5 Мп, світлосилу f/2.2 (ширококутний) та можливість запису відео у роздільній здатності 720p@30fps. 

### Екран
Екран IPS LCD, 6.5", HD+ (1600 × 720) зі співвідношенням сторін 20:9, щільністю пікселів 270 ppi та краплеподібним вирізом під фронтальну камеру.

### Пам'ять
realme C30 та C30s продаються в комплектаціях 2/32, 3/32 та 4/64 ГБ.
realme narzo 50i Prime продається в комплектаціях 3/32 та 4/64 ГБ.
У realme C30 та narzo 50A Prime тип накопичувача UFS 2.2, а в C30s ― eMMC 5.1.

### Програмне забезпечення
Смартфони були випущені на realme UI Go Edition на базі Android 11 у realme C30 та narzo 50i Prime та на базі Android 12 у C30s.